# Franekeradeel
Franekeradeel (anhörenⓘ) (westfriesisch Frjentsjerteradiel) ist eine ehemalige Gemeinde der Provinz Friesland (Niederlande). Sie wurde zum 1. Januar 2018 aufgelöst und mit den Gemeinden Menameradiel, Het Bildt und einigen Dörfern von Littenseradiel zur neuen Gemeinde Waadhoeke vereinigt. Franekeradeel hatte kurz vor ihrer Auflösung 20.218 Einwohner (Stand: 31. Dezember 2017).

## Ortsteile
Der Verwaltungssitz war Franeker, zur Gemeinde zählten außerdem folgende Orte:
- Achlum
- Boer
- Dongjum
- Firdgum
- Herbaijum
- Hitzum
- Klooster-Lidlum
- Oosterbierum
- Peins
- Pietersbierum
- Ried
- Schalsum
- Sexbierum
- Tzum
- Tzummarum en Zweins

## Politik

### Sitzverteilung im Gemeinderat
| Partei                       | Sitze | Sitze | Sitze | Sitze |
| Partei                       | 2002  | 2006  | 2010  | 2014  |
| ---------------------------- | ----- | ----- | ----- | ----- |
| Gemeentebelang Franekeradeel | 5     | 3     | 5     | 5     |
| CDA                          | 5     | 5     | 4     | 4     |
| FNP                          | 3     | 3     | 2     | 4     |
| PvdA                         | 4     | 5     | 3     | 2     |
| VVD                          | 1     | 1     | 2     | 1     |
| D66                          | —     | —     | 1     | 1     |
| GroenLinks                   | —     | 1     | 1     | 1     |
| ChristenUnie                 | 1     | 1     | 1     | 1     |
| Gesamt                       | 19    | 19    | 19    | 19    |